# 切法師
『切法師』（きりほうし）は、中島諭宇樹による日本の漫画作品。「鬼」と呼ばれる怪物を、主人公の鼓倫太郎が各地を行脚しながら退治する一方で、非情に徹しきれずに苦悩しつつも成長してゆく物語である。中島の初連載作品で、『ネオジャパネスクファンタジー』と銘打たれた。

## 世界観

### 切法師
「七刀法師」を祖とし、古来より鬼の討伐を生業としている戦士の一団である。本拠地は日本にある。その活動は全世界におよんでおり、鬼の本体である「業煤徒（ゴウスト）」を退治することができる唯一の武器・切鬼剣（せっきけん）を扱うことができる。切法師には切鬼剣の使用に特化した剣士、法術の使用に特化した法師の2種類が存在し、通常は2人1組で討伐に当たる描写が多く見られる中で、倫太郎や狛一郎のように、両方を自在に行使し、かつ単独で行動する切法師も存在する。

### 陰陽連
陰陽連（おんみょうれん）は鬼退治を生業としている集団で、多数の切法師が存在する。

### 鬼
本作品では、「業煤徒（ゴウスト）」と呼ばれる邪悪な霊体が生物に取り憑いた存在を鬼と呼んでいる。体の飢えを満たす肉、魂魄の飢えを満たす霊の双方を欲するため、人間あるいは人々の思いのこもった物を食する。霊の摂取を止めると鬼としての力が徐々に弱まり、最後には依り代とした生物とほとんど変わらなくなる。
鬼の名称には外国の妖怪や神獣の名前を当て字にしたものが使われているが、これに関しては作中において「陰陽連の活動は全世界におよんでおり、日本古来の妖怪とは異なる存在である鬼には、国外の伝説などに登場する姿形や性質の似た怪物の名が付けられ、いつの頃からか鬼もそれに倣っている」とした解説が添えられている。

### 魁鬼連
魁鬼連（かいきれん）は、「人の世を打倒し、鬼による治世を拓く魁（さきがけ）となる者」を意味する鬼の集団である。組織としての活動はまだ日が浅く、世界制覇を目論む一方で陰陽連や切法師に関しての情報収集を積極的に行っている。

## 登場人物

### 陰陽連
鼓倫太郎（つつみ りんたろう）
本作品の主人公。3歳の時、鬼討伐で共に切法師であった父・赤馬（しゃくま）と母・青華（せいか）を失い、救援に駆け付けた生駒狛一郎に引き取られる。その後、切法師の修行場の一つである生駒の隠れ里（いこまのかくれざと）で修練を積み、15歳で晴れて免状を受けて駆け出しの切法師として全国行脚へと向かった。世間知らずのお人好しで、良くも悪くも嘘が付けない性格である。生駒狛一郎より譲り受けた切鬼剣「震霊魔破剣（しんれいまはけん）」と、槍であり切法師の杖でもある「如是我聞（にょぜがもん）」の二つを自在に操る。
鼓命（つつみ みこと）　
倫太郎の姉。鼓姓を名乗るが血縁関係はない。彼女もまた切法師だが、生まれつき視力が弱く、表立った討伐には一切参加していない。普段は生駒の隠れ里で狛一郎の身の回りの世話をしている。
生駒狛一郎（いこま こまいちろう）　
倫太郎の師匠で、陰陽連の指導者「12人の師匠」の一人。100年以上に渡って切法師をしており、かつてはその名を轟かせるほどの腕前だったとの事だが、現在はもっぱら指導者としての立場に比重を置いている。幼い倫太郎が業煤徒に体を乗っ取られようとした際に、切り札の「抜魂吸鬼法（ばっこんきゅうきほう）」を用いて、倫太郎の救助と引き換えに左手を失った。
石林（せきりん）
狛一郎の弟子の一人で、倫太郎の剣術の師匠格。直弟子に十影金時がいる。
十影金時（とかげ きんとき）
氷の術を操り、十手に似た形の切鬼剣「撫霊倒狗剣（ぶれいとうくけん）」を使う。輪仁瑞山と共に烏枢沙摩明王の討伐に向かったが、返り討ちに遭って死亡した。
鉄海（てっかい）
狛一郎の弟子の一人で、倫太郎の法術の師匠格。直弟子に輪仁瑞山がいる。
輪仁瑞山（わに ずいざん）
自らの腕を鋼鉄化する土の術・鋼腕（こうわん）を使う。十影金時と共に烏枢沙摩明王の討伐に向かったが、返り討ちに遭って死亡した。
棗（なつめ）
狛一郎の弟子の一人で、命と倫太郎の姉貴分。格闘術を得意とする。
麗（うらら）
狛一郎の弟子の一人で、命と倫太郎の姉貴分。光の術を得意とする。
最初の切法師（さいしょのきりほうし）
千年前の大戦で鬼の王を討ち滅ぼした無名の法師。内在する霊力ではなく、外界から霊力を得る「啓発紋（けいはつもん）」の持ち主で、世界の7つの属性を司る7本の霊刀・七刀（しちとう）の力を統一できたとされる。後にその法師は「七刀法師（しちとうほうし）」として文献に登場するようになり、いつしか「七」と「刀」が一つの漢字となって『切法師』とされ、現在では陰陽連に所属する戦士の尊号となっている。

### 魁鬼連
烏枢沙摩明王（ウスサマミョウオウ）
魁鬼連の首座の地位にいる男。鬼の王族・王禍（オウガ）を祖とし、袁杜（エント）の一族ながらその血と力を受け継いでいる。
燻手（イブリデ）
火そのものに憑り付いた上級の鬼で、烏枢沙摩明王の側近を務める。7つの属性の1つ、火紋（かもん）の高位にある炎紋（えんもん）を宿す。
春霧（ハルキリ）
風そのものに憑り付いた上級の鬼で、烏枢沙摩明王の側近を務める。7つの属性の1つ、風紋（ふうもん）の高位にある嵐紋（らんもん）を宿す。角にかけられた二本のチャクラムを巧みに操る。
桐錬奴（トウレント）
木そのものに憑り付いた上級の鬼で、烏枢沙摩明王の側近を務める。自らをキクリ婆と名乗り、烏枢沙摩明王を育ててきた太古の鬼の一族。呉隷武（ゴレイム）と呼ばれる式神を従えている。
長轡三毛右衛門（ながぐつ みけえもん）
古来より鬼の伝令役を専門とする結党使（ケットウシ）一族の鬼。子猫の頃に死にかけていたところを幼少の烏枢沙摩明王が見つけ、業煤徒を与えられた事で鬼となった。烏枢沙摩明王に対して絶対の忠誠を誓っている。流暢に喋り、策略を練るなど知能は高い。業煤徒が詰められた袋を所持しており、この袋から業煤徒を放って鬼を量産する。名前を「ミケ」と省略される事を嫌う。
ポチ
三毛右衛門のペット。猛禽類に取り憑いた鬼・栗一（クリピン）で、三毛右衛門の移動手段として活躍している。知能は高いが言葉を話せず、鬼でありながら平和を好むという変わった一面を持つ。

#### 鬼
瘤狸（コブリ）
ガマガエルに取り憑いた鬼。倫太郎が最初に打ち破った鬼だが、その代償として狛一郎の左手を失う結果となった。
陰夫（インプ）
ネズミに取り憑いた鬼。集団で行動し、その鋭い牙は頭蓋骨をも噛み砕くと言われている。
跨吠人（コボエド）
オオカミに取り憑いた鬼。陰夫を従え、鋭い爪と名前の由来にもなった大声で襲い掛かる。
軽邏（ガルラ）
足軽に取り憑いた単眼の鬼。個々の戦闘力は高くないが、常に集団で行動し、陣形を組んでの集団攻撃を得意とする。
剣頭吏（ケントウリ）
騎馬武者に取り憑いた鬼。豪鬼（ごうおに）と称される強敵で、攻撃力・防御力・機動力の全てが高く、独特の形状の長巻と風の術・破塁衝（はるいしょう）を用いて戦う。
膿泥児（ウンデイゴ）
ヒヒに取り憑いた鬼。鱗谷村（うろこだにむら）の近くに棲みつき、村から生贄を差し出させて暮らしている。俊敏な動きと鋭く伸びた足の爪と、底無しの泥沼を生み出す土の術・膿泥獄陣（うんでいごくじん）を巧みに組み合わせて戦う。相手の闘気を徐々にそぎ落としながら、じわじわと嬲り殺しにして良質の魂魄を練り上げ、それを食らう事を至上の楽しみとしている。鱗谷村の医師、耕志郎の長男を同じ方法で殺害した時の詳細を倫太郎に話し、逆上した倫太郎によって倒される。
覇奴万（ハヌマン）
膿泥児たちの母親で、「奈落の使い」という異名を持ち、膿泥児の一族を統率している。千年前の大戦の生き残りであり、かつて軍荼利明王（グンダリミョウオウ）の片腕として恐れられた鬼の将軍である。戦いに対して並々ならぬ誇りを持っており、倫太郎を戦士と認めた上で膿泥児達の戦い方に苦言を呈し、武人として自ら一対一の戦闘に乗り出す。「戦いに情は無用」とする覇奴万に対して、「甘さや情の先にこそ自分の信じる道がある」と言い切った倫太郎に、最期は倫太郎を称えながら息を引き取った。

### 鱗谷村の住人
繭（まゆ）
耕太の姉。迷子になった耕太を探している途中、戦場に急ぐ武士の一団の馬に轢かれそうになったところを倫太郎に助けられる。膿泥児の生贄として差し出される運命にある。倫太郎に好意を寄せるが、その思いは倫太郎に気づかれず、やきもきしている。
耕太（こうた）
繭の弟。軽邏に襲われていたところを倫太郎に助けられる。
耕志郎（こうしろう）
繭と耕太の父。元々は町医者だったが、戦火に追われて鱗谷村へ移り住み、それからは村人に頼られる医者として働く一方、田畑の開墾にも力を注いでいる。倫太郎が村を訪れる2年前に膿泥児に長男を殺され、今度は生贄として繭を差し出さなければならず、大恩ある村を守るために仕方なく従っている複雑な立場にある。
ヨイチ
村の相談役の一人。鱗谷村の数々の棚田を築き上げてきた古参で、倫太郎の疎開案に反対する中心人物である。
茂助（もすけ）
ヨイチの意見に賛同する村人。

### その他
田留馬平八（だるま へいはち）
倫太郎が旅の道中の最初で出会った大男の百姓。母親の言い付けでしぶしぶ侍を志しているものの、豪傑のような見た目と持ち前の怪力とは正反対に自分も他人も傷つく事が大嫌いな心優しい人物である。心を込めて作物を育て、世の人々に喜んでもらえる事に誇りを感じている。
田留馬妙（だるま たえ）
平八の母。平八の父親は百姓でありながら戦に出ると何らかの手柄を立てて帰る強い人物であったために、病気で夫を亡くしてからは女手一つで平八を育てつつ、かつての夫のように雄々しい男になってほしい一念から、「侍になれ」と口うるさく言うようになった。

## 法術
術は霊、火、風、氷、土、生、死の七つの属性があり、切法師や鬼は自身が持つ紋に対応した属性の術を使う。倫太郎は霊属性の啓発紋の力により、魔奈（マナ）を取り込むことで複数の属性の術を行使できる。
属性や術ごとに真言と呪文を唱える必要があるが、熟練の切法師は属性の真言だけで術を使える。

### 霊術
真言は「オン・ソンバ・ニソンバ・ウン・バザラ・ウンパッタ」、呪文は「霊の魔奈は我が盟主にして我が僕（しもべ）」。
亢霊術
他の法術の効果を強化する術。
式神
十影が使用した術。霊紋を描いた紙を操る。主に情報伝達に用いる。

### 火術
火や雷を操る術。倫太郎が使用する際には、篝火のような大きめの火、もしくは雷雲から火の魔奈を取り込む必要がある。
真言は「オン・シュチリ・キャロラハ・ウン・ケン・ソワカ」、呪文は「火の魔奈は我が片人にして好敵手」。
地走葬雷砲
地面を走る雷撃で相手を攻撃する。呪文は「燼（ほそくず）よ蛟（みずち）となりて我が敵を焼け」。
閻羅槍
附霊式。如是我聞に炎を纏わせる。呪文は「我、閻魔の名の下、焦熱の鐇（たつき）もて悪鬼羅刹を裁かん」。
火天龍歯縫
亢霊術で強化された術。敵の頭上から雷を落とす。呪文は「亢龍天啓を得て羅刹を滅ぼす槌となれ」。

### 土術
地面を操る、引力を操る、肉体を変化させるなど、複数の効果がある。
真言は「オン・アミリティ・ウン・パッタ」、呪文は「土の魔奈は我を諭す者にして問（とな）う者」。
酉土引着法
土紋を描いた物同士に引力を発生させる術。持ち主の魔奈が染みついていれば、持ち物側に描くだけで良い。呪文は「那辺にありや同胞（はらから）の友、細風（さいふう）に乗りて疾く我を導け」。
膿泥獄陣
膿泥児が使用した法術。地面を底なし沼に変える。呪文は「猿祖の御名に仇なす者を奈落の淵に導かん」。
膿泥奈落陣
覇奴万が使用した法術。周辺一帯を泥沼に変える。呪文は「猿祖の御名に仇なす者を奈落の底に誘わん」。
膿泥酷縛手
覇奴万が使用した法術。泥を何本もの腕に変化させ、相手を捕まえる。
鋼腕崩拳、鋼腕裏拳
輪仁が使用した法術。腕を鋼に変化させて打撃を放つ。

### 風術
真言は「オン・バザラ・ヤキシャ・ウン」、呪文は「風の魔奈は我を誘（いざな）う者にして訪（おとな）う者」。
蛙飛脚（あびきゃく）
ジャンプ力を高める術。呪文は「碧落の高さをも超えて飛ばせ我を彼方に」。
破塁衝（はるいしょう）
剣頭吏が使用した法術。相手に向かい猛スピードで突進する。兜と肩当についた刃を前に向けて突進する「破塁三鈷衝」という派生技もある。呪文は「黒風に乗りて破らん、沃土守る堅塁」

### 氷術
真言は「ナウマク・サマンダ・バザラダン・カン」。
機動氷盾
十影が使用した法術。氷の柱を出現させて相手の武器に纏わせ、攻撃を封じる。

### その他
抜魂吸鬼法
生駒が使用した術。人に憑依しかけた業煤徒を引き離し、自分の身体に移す。真言は「オン・カカカビサンマエイソワカ」、呪文は「和子を侵す悪魂を払わん」。
光の法術
麗が得意とする術。どの属性に含まれるか不明。

## 各話タイトル
- 『切法師 鼓倫太郎』
- 『陰夫』
- 『跨吠人』
- 『迷子』
- 『軽邏』
- 『鱗谷村』
- 『繭』
- 『剣頭吏』
- 『火術』
- 『結党使』
- 『魁鬼連』
- 『疎開』
- 『山路』
- 『膿泥児』
- 『覇奴万』
- 『切り札』
- 『決着』
- 『出発』

## 読み切り
2004年に『週刊少年ジャンプ』誌上で開催された第1回金未来杯のエントリー作品として、同年39号に掲載された。本作品の原型となっている。倫太郎はすでに里を離れて旅に出ており、その道中での話となっている。

## 単行本
1. 「切法師　鼓倫太郎」ISBN 4-08-873896-9
2. 「出発」ISBN 4-08-874009-2